# Paolo Vitelli

## Biografía
Hijo de Niccolò Vitelli y Pantasilea Abocatelli, las primeras noticias que se tienen de él lo sitúan en 1475, combatiendo junto a su padre en el intento de la conquista de Città di Castello, defendido por las tropas pontificias.
Contratado por el pontífice en 1484, recibe el encargo de enfrentarse a la poderosa familia Colonna, a las órdenes de Virginio Gentile Orsini (1445-1497).
En 1487 fue extrañado de Roma por el Papa, tras haber acabado con la vida de Lorenzo Giustini (1430-1487). Paolo se refugió en Perugia en un primer momento, trasladándose luego a Città di Castello. En 1492 recibe el perdón papal por parte de Alejandro VI.
Desde 1494 se encuentra a servicio de los franceses, junto a sus hermanos Camillo y Vitellozzo, y parte para Génova, donde recibe el encargo de sustituir a la familia Adorno por la familia Fregoso en el gobierno de la ciudad. Los tres hermanos se encargan, entre otras actuaciones, de la defensa de la localidad de Vicopisano, importante estratégicamente por encontrarse a medio camino entre Florencia y Pisa, y reclamada por los florentinos, en contra de los ataques de Guidobaldo da Montefeltro, obligándole finalmente a replegarse a Albareto. Una vez restablecida la paz entre los florentinos y Francia, Paolo y su hermano Vitellozzo se colocan bajo las órdenes de la ciudad toscana.
En el asedio a Pisa Paolo fue herido en una pierna a causa de un lanzazo, lo que le obliga a retirarse otra vez a Città di Castello. Reclamado nuevamente, acude al mando de quinientos infantes a asediar diversos enclaves toscanos, como Valiano y Monteleone d'Orvieto.
En 1496 sufre una emboscada y sufre prisión en el castillo de San Jorge del duque de Mantua, Francesco II Gonzaga. Finalmente, y tras las presiones de César Borgia y del papa Alejandro VI, es liberado en 1497.
Se suceden así varios años en los que Paolo se encuentra al servicio de Florencia, guerreando constantemente y asediando numerosas localidades de toda la Toscana, como Buti, Vicopisano, Ripafratta,  y Calci. Sin embargo las relaciones con las autoridades florentinas se enrarecen, con acusaciones de laxitud por parte del Vitelli en la defensa de los intereses florentinos. Así, el 30 de septiembre de 1499 es arrestado por Ranuccio da Marciano y por Jacopo IV Appiano. Llevado a Florencia, es arrestado en el Palazzo Vecchio, donde sufre tortura y finalmente es condenado a muerte. Se le decapita en la sala del Ballatoio. Nunca se encontraron pruebas sobre su supuesta traición.